# Morato (Fußballspieler)
Felipe Rodrigues da Silva, bekannt als Morato (* 30. Juni 2001 in Francisco Morato), ist ein brasilianischer Fußballspieler, der beim englischen Erstligisten Nottingham Forest unter Vertrag steht. Er spielt auf der Position des Innenverteidigers.

## Karriere

### Verein
Morato war 18 Jahre alt, als er im September 2019 aus der Jugend des FC São Paulo zu Benfica Lissabon wechselte, wo er einen Vertrag bis 2024 erhielt. Die Ablösesumme betrug 6 Mio. Euro und der brasilianische Klub behielt 15 % der Rechte an seinem nächsten Transfer. In Portugal wurde Morato im selben Jahr der B-Mannschaft zugeteilt. Am 22. September 2019 gab Morato sein Profidebüt für Benfica B in der LigaPro, wo er bei der 0:1-Niederlage in Leixões die vollen 90 Minuten spielte. Sein Debüt in der ersten Mannschaft gab er am 21. Dezember im letzten Spiel der Gruppenphase der Taça da Liga, wo er beim 2:2-Unentschieden bei Vitória Setúbal erneut über die volle Spielzeit zum Einsatz kam. In der Saison 2019/20 kam er mit Benfica in das Finale der  UEFA Youth League, welches gegen Real Madrid verloren ging.
Sein Debüt in der Primeira Liga gab er am 30. April beim 2:0-Sieg in Tondela, als er in der Nachspielzeit für Pizzi eingewechselt wurde. Morato wurde zu Beginn der Saison 2021/22 aufgrund der Verletzung von Routinier Jan Vertonghen in die erste Mannschaft befördert und erzielte am 2. November in der ersten Halbzeit der UEFA-Champions-League-Gruppenphase bei der 2:5-Niederlage bei Bayern München sein erstes Tor für Benfica.
Am 30. August 2024 wechselte der 23-Jährige in die englische Premier League und unterzeichnete einen Fünfjahresvertrag bei Nottingham Forest.

### Nationalmannschaft
Morato wurde im November 2019 in die brasilianische U20-Nationalmannschaft für die Spiele gegen Peru und Kolumbien einberufen. Er wurde allerdings nicht eingesetzt.